# Bill Armour
Bill Armour (3 septembre 1869 à Homestead en Pennsylvanie - 2 décembre 1922) est un manager américain de baseball opère en Ligue majeure de 1902 à 1906.

## Carrière
Armour est nommé manager des Cleveland Bronchos en 1902 en remplacement de Jimmy McAleer, parti à Saint-Louis. Sous sa conduite, les résultats restent dans la lignée de ceux enregistrées la saison précédentes : très mauvais. Avec seulement 11 victoires lors des 35 premiers matchs de la saison 1902. L'arrivée de Nap Lajoie change la donne. Cleveland devient une équipe qui gagne plus de rencontres qu'elle n'en perd, mais la direction réelle du jeu est sous l'autorité du capitaine Nap Lajoie. Armour est finalement remercié après une trois saisons.
Armour signe chez les Detroit Tigers en 1905 et y reste deux saisons. Ses résultats sont décevants, mais il laisse sa marque chez les Tigers en recrutant Ty Cobb.
Après sa carrière de manager, il reste dans le monde du baseball en investissant dans la franchise de Toledo en American Association, puis en devenant recruteur pour les Cardinals de Saint-Louis.